# BYD Yuan Up
BYD Yuan Up, также известен как BYD Atto 2 — субкомпактный электромобиль-кроссовер, выпускаемый с февраля 2024 года китайской компанией BYD.

## Описание
Yuan Up дебютировал в январе 2024 года. После Yuan и Yuan Plus, это третья модель, получившая индекс Yuan. В разработке автомобиля принимал участие Вольфганг Эггер.
Отличительными чертами являются круглые колёсные арки, высокие линии окон и высокие фары, соединённые узкой световой полосой. Задние фонари были расположены по всей ширине кузова, отличаясь четырьмя отражениями. Yuan Up, как и другие электромобили BYD, выпускается на платформе e-Platform 3.0.
Приборная панель оснащена 8,8-дюймовым цветным дисплеем цифровых часов и вращающимся на 180 градусов 12,8-дюймовым сенсорным экраном мультимедийной системы. В центральной консоли есть пространство для индуктивной зарядки смартфонов и набор кнопок вокруг селектора режимов движения.

Продажи начались в марте 2024 года. Цены составили 120000 юаней.

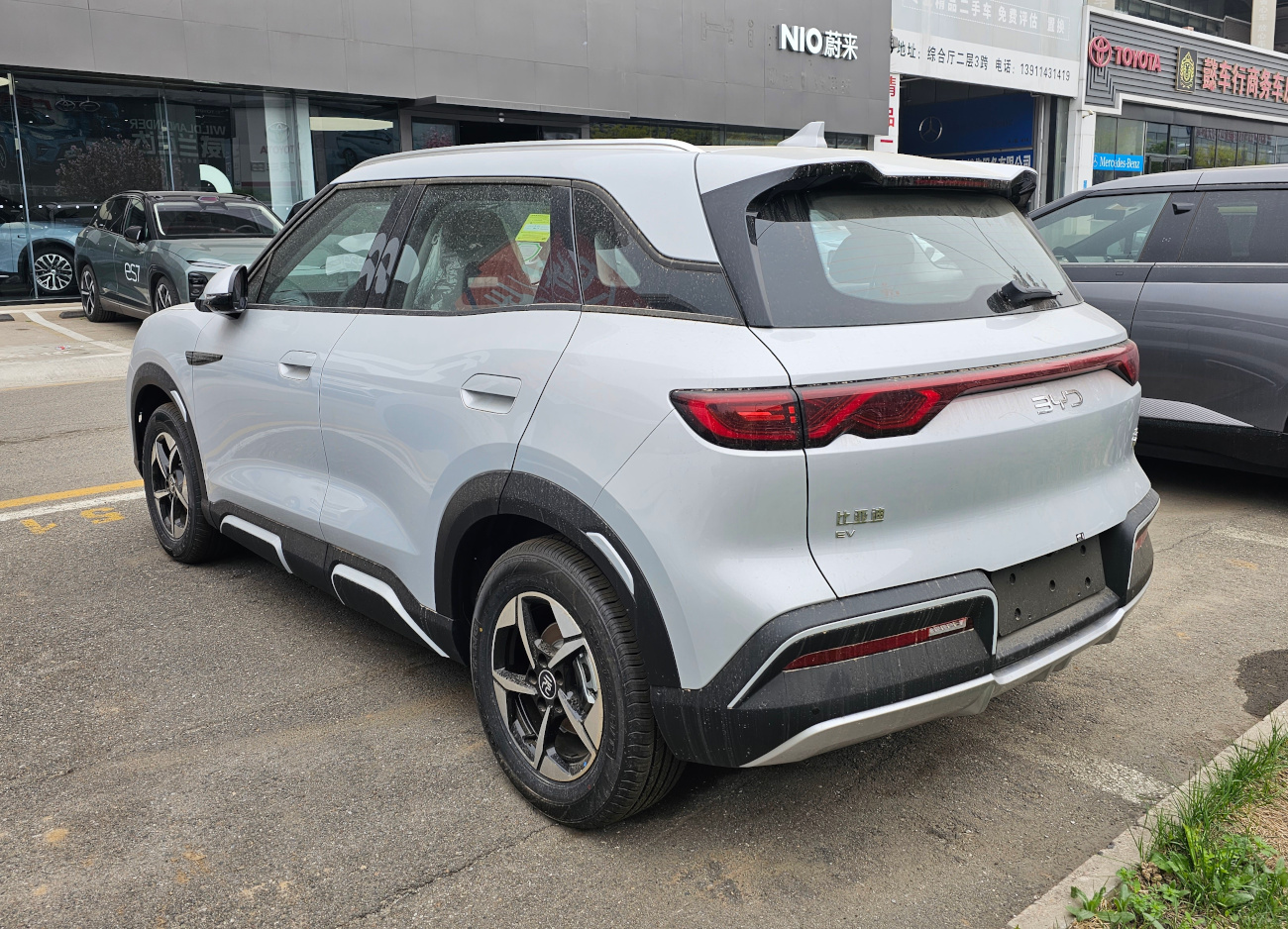
Вид сзади
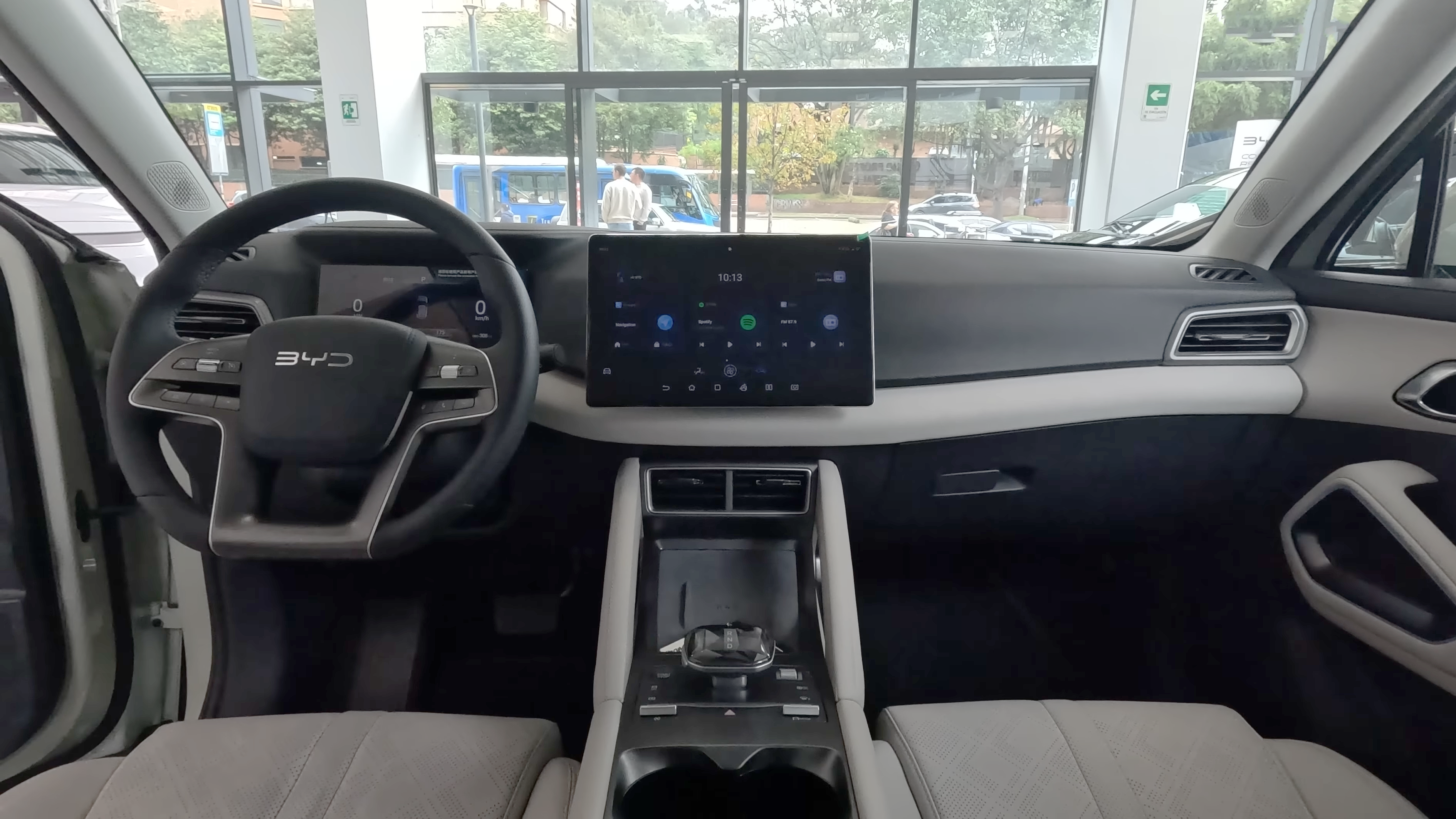
Интерьер
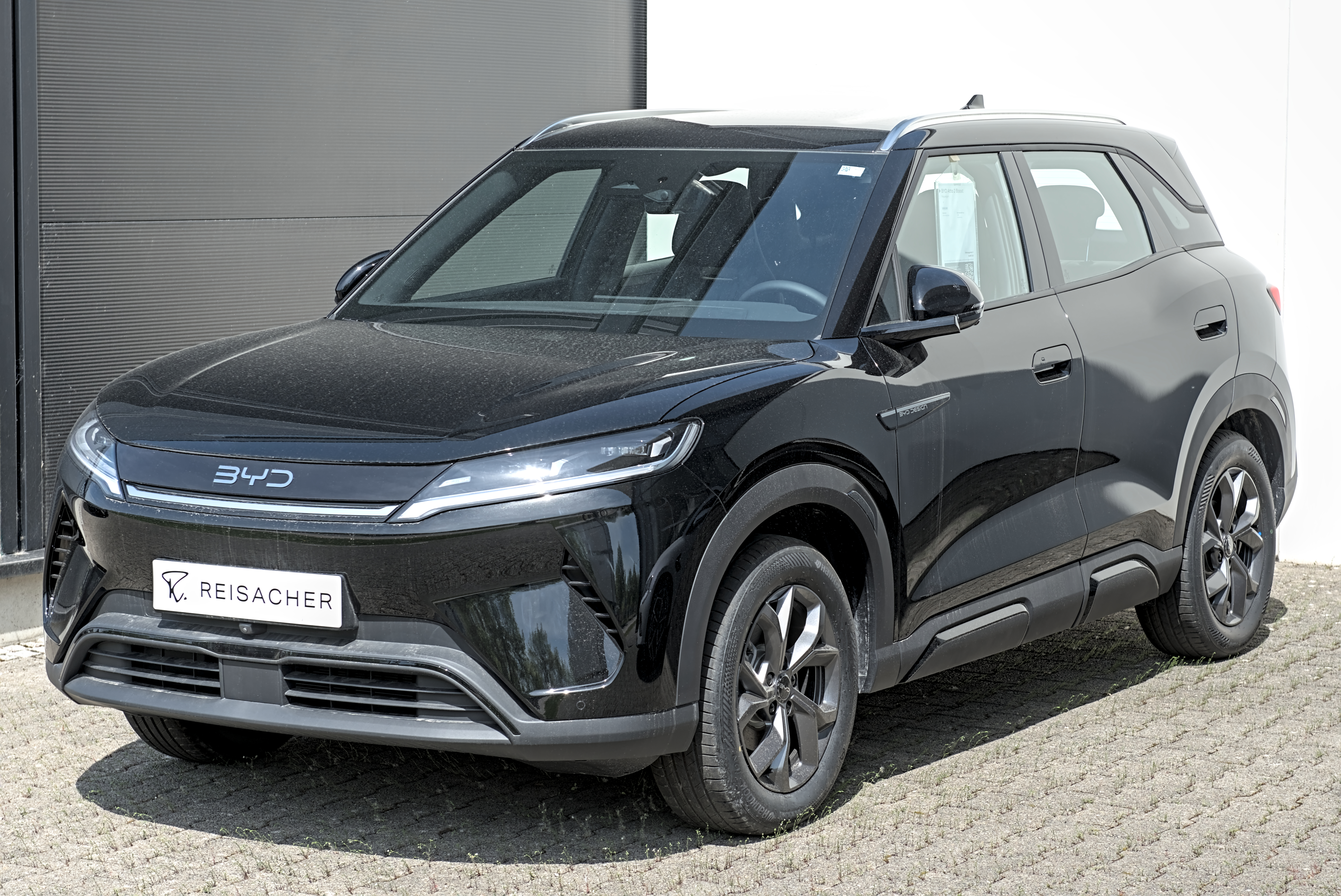
BYD Atto 2

## Технические характеристики
BYD Yuan Up оснащён двумя электродвигателями мощностью, соответственно, 94 и 174 л. с., которые развивают максимальную скорость 160 км/ч. Все автомобили оснащены аккумуляторами LFP ёмкостью 32—45,1 кВт·ч. По циклу CLTC запас хода варьируется от 301 до 401 км.